# Хюлст, Питер ван дер
Питер ван дер Хюлст (нидерл. Pieter van der Hulst; 26 февраля 1651 год, Дордрехт — погребён 14 февраля 1727 года, там же) — нидерландский художник периода золотого века Голландии, прозванный Zonebloem, «подсолнечник».
Родился в Дортрехте в 1651 году; учился в Риме, где посещал разные школы (1674—1677). Поначалу был историческим живописцем, затем принялся писать цветы и пейзажи.
Писал в стиле итальянских художников. В его произведениях много естественности и вкуса; они высоко ценились. Обыкновенно украшал свои картины какими-нибудь растениями и насекомыми, и всегда помещал подсолнечник, отчего и получил такое прозвище.